# Geografía de Guernsey

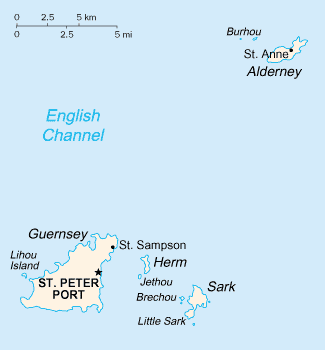
Guernsey y sus islas hermanas que conforman la Bailía.

Situado cerca de las coordenadas 49°35′N 2°20′O / 49.583, -2.333, Guernsey, Herm y algunas otras islas más pequeñas juntas tienen un área total de 71 km² y costas de aproximadamente 46 km. La altitud varía desde el nivel del mar hasta 110 m en Hautnez en Guernsey.
Hay muchas islas, islotes, rocas y arrecifes más pequeñas en las aguas de Guernsey. Combinado con un rango de marea de 10 m y corrientes rápidas de hasta 12 nudos, esto hace que navegar en aguas locales sean peligrosas. La gran variación de las mareas proporciona una zona intermareal rica en el medio ambiente alrededor de las islas, y algunos sitios han recibido la designación de Convención de Ramsar.